# Comité national français des recherches arctiques et antarctiques
Le Comité national français des recherches arctiques et antarctiques (CNFRAA) est une société savante française dont l'objectif est de promouvoir les recherches des multiples disciplines scientifiques (biologiques, physiques, géologiques, biomédicales, sciences humaines et sociales) mises en œuvre dans les régions polaires (Arctique et Antarctique) et subpolaires. Le CNFRAA est créé en 1958, sous l'égide de l'Académie des sciences, comme correspondant national français au Comité spécial des recherches antarctiques, devenu par la suite le Comité scientifique des recherches antarctiques (en anglais : Scientific Committee on Antarctic Research ou SCAR).
Le CNFRAA est l'un des cinq Comités nationaux français (CNF) qui participent aux Comités interdisciplinaires du Conseil international pour la science.
Le Comité est sous l'autorité du Comité français des unions scientifiques internationales (COFUSI), créé en 1967 par l'Académie des sciences. Le COFUSI coordonne et valide les activités des Comités nationaux et répartit les subventions du ministère de l'Enseignement supérieur et de la Recherche.

## Histoire

### Débuts (CNFRA)
À la suite du succès de l'Année géophysique internationale (AGI) de 1957-58 et à la création, suggérée par le Conseil scientifique international, du SCAR, présidé en 1958 par Georges Laclavère, la France y a d'abord été représentée par le Comité antarctique français pour l'AGI. La même année, l'Académie des sciences nomme un délégué au S.C.A.R. et décide la constitution d'un Comité national français des recherches antarctiques (CNFRA).
De 1962 à 1990, le CNFRA publie ses Bulletins, lesquels constituent une mémoire de la recherche polaire et subpolaire française au cours de la seconde moitié du XXè siècle. Tous les Bulletins ont été numérisés et sont consultables sur le site de la bibliothèque en ligne du Muséum national d'histoire naturelle.

### Développement vers l'Arctique (CNFRAA)
À partir de 1995, le Comité national français des recherches antarctiques étend son domaine d'expertise à l'Arctique et devient progressivement le CNFRAA.

## Missions

### Généralités
L'objectif général du Comité national français des recherches arctiques et antarctiques est de promouvoir les recherches des multiples disciplines scientifiques (biologiques, physiques, géologiques, biomédicales, sciences humaines et sociales) mises en œuvre dans les régions polaires (Arctique et Antarctique) et subpolaires.
La mission première du CNFRA, édictée en 1958, était « d'assurer la coordination dans la zone d'intérêt du S.C.A.R. des recherches scientifiques françaises avec les directives internationales, de fixer le programme scientifique des expéditions françaises projetées, de contrôler la préparation, l'exécution et l'exploitation des travaux scientifiques ».
En 1961, soit l'année de création du traité sur l'Antarctique, Georges Laclavère, deuxième président du CNFRA, exprime le but des prochaines expéditions françaises sur les Terres australes et antarctiques françaises (TAAF) dans le journal Le Monde : « [n]otre but est de créer un ensemble de stations dans les Terres australes et antarctiques françaises, afin d'y occuper une place d'élite. Les difficultés à vaincre sont nombreuses, mais non pas insurmontables ».
Dès lors, et en liaison avec le CNRS et d'autres organismes internationaux, le CNFRA fixe les programmes de recherches de la base antarctique Dumont-d'Urville.
Aujourd'hui, les missions du CNFRAA sont multiples. Correspondant national français du SCAR, le CNFRAA reprend la mission originelle qui lui a été confiée. En parallèle, il agit maintenant de sorte à : « favoriser la coopération internationale et soutenir l’interaction des recherches françaises dans les programmes internationaux ; offrir un forum pour le développement de programmes scientifiques ; et contribuer à la communication et à l’information sur les recherches scientifiques entreprises dans les régions polaires et subpolaires »

### Journées scientifiques
Depuis 2004, le CNFRAA organise annuellement des Journées scientifiques de la recherche en milieu polaire, organisées en concertation avec l'IPEV,, lesquelles ont pour objectifs de favoriser les rencontres entre jeunes chercheurs et chercheurs expérimentés ; de permettre aux jeunes chercheurs de présenter les aspects novateurs de leurs travaux ; de susciter des synergies interdisciplinaires ; et de faire le point sur des sujets d’actualité.

### Liens interinstitutionnels
Le CNFRAA entretient des liens étroits avec l'Institut polaire français Paul-Émile-Victor (IPEV) et l'Association des jeunes chercheurs polaires APECS France. Le CNFRAA est notamment reconnu au même niveau que l'IPEV par le Sénat, participant à l'élaboration des lois relatives à la politique polaire française.
En outre, la Stratégie polaire française, publiée en mars 2022, mentionne le CNFRAA comme un pôle d'« excellence » de la recherche scientifique polaire française.
Dans le cadre des Journées scientifiques, le CNFRAA établit un partenariat avec l'Académie du Climat de la ville de Paris. En outre, le CNFRAA accueille l'ambassadeur chargé des Pôles et de l'Océan Olivier Poivre d'Arvor lors de son 65e anniversaire.

## Composition et organisation
Comme toute association, le CNFRAA est composé d'un bureau élu par les membres du Comité. La qualité de membre de droit revient au directeur de l'IPEV. Certains membres peuvent également être cooptés, pour mener des missions particulières.
En mai 2023, le CNFRAA compte 145 membres.

### Membres éminents
Les premiers membres du Comité national français des recherches antarctiques, à sa création en octobre 1958, étaient tous issus de l'Académie des sciences : Charles Maurain, Pierre Lejay, Louis Leprince-Ringuet, André Danjon, Pierre-Paul Grassé, Paul Fallot, et Pierre Tardi.
Le CNFRA, puis CNFRAA, a connu 10 présidents depuis sa création.
| Période de présidence  | Nom du président ou de la présidente |
| ---------------------- | ------------------------------------ |
| 1958-1960              | André Gougenheim                     |
| 1960-1987              | Georges Laclavère                    |
| 1987-1995              | Claude Lorius                        |
| 1995-2002              | Jean-Claude Hureau                   |
| 2002-2013              | Yvon le Maho                         |
| 2013-2017              | Roland Schlich                       |
| 2017-2021              | Mireille Raccurt                     |
| 2021-2022              | Yan Roupert-Coudert                  |
| Janvier - octobre 2022 | Catherine Ritz                       |
| Depuis 2022            | Anne Choquet                         |

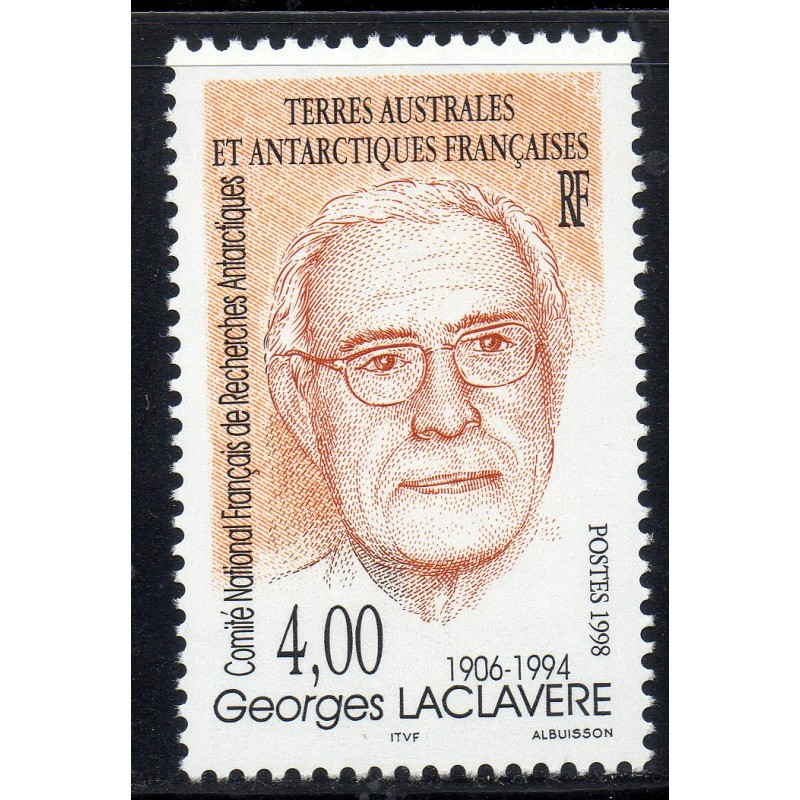
Timbre représentant Georges Laclavère, deuxième Président du Comité national français des recherches antarctiques.

Georges Laclavère occupe une place importante dans l'histoire du comité. En 1960, il succède à André Gougenheim pour la présidence du CNFRA. « Il y fait preuve d'une activité inlassable : organisation, avec P.E. Victor, des travaux des chercheurs français, liaisons avec des instances internationales, publications et diffusion des résultats des travaux. Il entreprend également la compilation de toutes les publications françaises jusqu'en 1991 sur ce sujet ; cette tâche l'accapare bien au-delà de la fin de son mandat présidentiel. Il prépare ainsi, pour la bibliographie antarctique française, plus de 3 000 fiches, comportant le titre des articles, les noms des auteurs, ainsi qu'un bref résumé en français et en anglais. Il n'a malheureusement pas pu achever ce colossal travail ; il avait tout rédigé, l'édition restait à faire. ».